# ジョージ・B・マクレラン・ジュニア
ジョージ・ブリントン・マクレラン・ジュニア(George Brinton McClellan, Jr.、1865年11月23日 - 1940年11月30日)はアメリカ合衆国の政治家、作家、歴史家、教育者。

## 経歴
両親が訪問中のザクセン王国ドレスデンで生まれた。父ジョージ・マクレランが知事を務めていたニュージャージー州トレントンの学校に通い、後にニューヨーク州オッシニングの聖ジョン校に入学した。1885年から1888年までニューヨーク陸軍州兵を務めた。1886年、プリンストン大学で文学士、1889年に同校大学院で芸術修士号を修めた。を取得した。後にプリンストン大学、フォーダム大学、ユニオン大学から名誉法学博士を受けた。その後、New York Worldなどの新聞社で記者や編集者を務めた。1892年、弁護士会に入り、書記官、ブルックリン橋出納官などを務めた。
1892年から1894年までニューヨーク市議会議長、同年市長代行を務めた。1895年にアメリカ合衆国下院議員(民主党所属)と選出され、1903年後半に市長になるために辞任した。下院では、米国下院歳入委員会委員を務めた。1903年11月、現職のセス・ローを破り、ニューヨーク市長となり、2年間務めた。市長任期が4年間に戻され、1905年に再選されたが、1909年の3期目の再選は不可能であった。
プリンストン大学でpublic affairs についての Stafford Little講師(1908 - 1910)、大学講師(1911 - 1912)を務め、その後、経済史教授に任命された。
新しいメディアが社会のモラルを破壊し、セルロイドフィルムは火災事故の元だと主張して、1908年のクリスマスイブ、全ての映画放映権を取り消し、映画検閲を行った。
1904年10月27日、ニューヨーク市初の地下鉄・都市間高速交通 (IRT) が開通した。シティ・ホール駅で始発列車を発車させると、列車が止まらなくなるアクシデントがあった。しかし、103丁目駅に達するまで、制御を放棄することを拒否し、楽しんでいた。
1917年5月、第一次世界大戦に陸軍兵站部少佐として従軍し、1919年5月、中佐で除隊した。子供を儲けぬまま、1940年にワシントンD.C.で死亡し、アーリントン国立墓地に埋葬された。

## 著作
- The Oligarchy of Venice. Boston: Houghton Mifflin, 1904.
- The Heel of War. New York: G.W. Dillingham Company, 1916.
- Venice and Bonaparte. Princeton: Princeton University Press, 1931.
- Modern Italy: A Short History. Princeton: Princeton University Press, 1933.
- The Gentleman and the Tiger: The Autobiography of George B. McClellan, Jr. Philadelphia: J.B. Lippincott, 1956.